# 蕭梓恒
蕭梓恒（英語：Jeffrey Siu Tsz Hang，1994年1月8日—），香港新聞工作者，畢業於香港中文大學，前無綫新聞台首席主播和有線新聞主播。於2017年10月過檔無綫新聞台，初期主要擔任該台深宵新聞報道及無線財經新聞的主播。2018年初開始主持天氣報告、財經資訊台的資訊節目(如：職場制勝和看出個未來)，同年年尾開始主持星期日香港早晨。2019 年中晉升為高級主播，並開始主持無綫7:30 一小時新聞，同時亦開始主持新聞提要。
2019年9月7日起，蕭梓恒開始擔任翡翠台晚間新聞主播。2020年5月2日起，由於翡翠台的星期一至日晚間新聞改為統一每晚十一點播放，由當日起周末的晚間新聞改為設定固定主播，他改為固定擔任星期六、日晚間新聞主播。並在2020年11月7日開始改為兼任星期六、日《六點半新聞報道》主播。
在2020年美國總統選舉中，蕭梓恒在翡翠台的不同新聞時段中直播報導選舉結果，令他成為無綫電視第二位無綫新聞台男主播同時擔任《香港早晨》、《新聞提要》、《午間新聞》、《晚間新聞》及《六點半新聞報道》的主播。
因應2021年無綫新聞台主播離職潮，他於2021年12月升任為該台首席主播。翌年8月6日辭職，轉職到中銀香港企業傳訊部。

## 新聞節目
- 2017: 主持《探古尋源》
- 2018-2019年：主持《職場制勝》
- 2019-2020年：《晚間新聞》（固定新聞主播）
- 2020年-2021年：主持《看出個未來》
- 2021年: 主持中國光大集團特約《智造美好生活》
- 2021年: 主持《電子消費通》
- 2020年-2021年/2022年：《六點半新聞報道》（主播）黃曉瑩、何曼筠丶張文采
- 2021年: 主持《2021年香港立法會選舉論壇》(新界西北、新界東北、九龍西)
- 2021年10月13日：颱風圓規《風暴消息》（10：00-16：40）
- 2022年: 主持《創科導航》
- 2022年: 主持《午間新聞》（替更新聞主播）